# Arjanāvand
Arjanāvand (persiska: ارجناوند) är en ort i Iran.   Den ligger i provinsen Markazi, i den nordvästra delen av landet, 240 km sydväst om huvudstaden Teheran. Arjanāvand ligger 2 044 meter över havet och antalet invånare är 359.
Terrängen runt Arjanāvand är huvudsakligen kuperad, men åt sydväst är den platt.Runt Arjanāvand är det ganska tätbefolkat, med 116 invånare per kvadratkilometer. Närmaste större samhälle är Khondāb, 15,1 km väster om Arjanāvand. Trakten runt Arjanāvand består till största delen av jordbruksmark.